# サン・ベネデット・デル・トロント
サン・ベネデット・デル・トロント（伊: San Benedetto del Tronto）は、イタリア共和国マルケ州アスコリ・ピチェーノ県にある、人口約47,000人の基礎自治体（コムーネ）。
アドリア海に面した港湾都市で、県都アスコリ・ピチェーノに次ぎ、県内第二位のコムーネ人口を有する。

## 地理

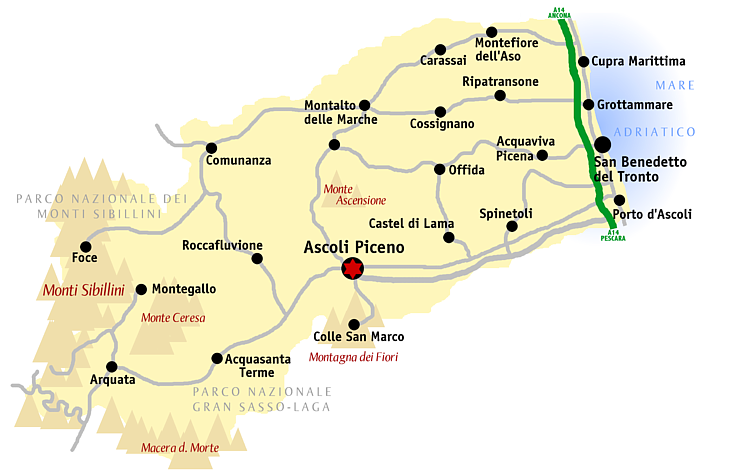
アスコリ・ピチェーノ県概略図

### 位置・広がり
アスコリ・ピチェーノ県東部に位置し、アドリア海に面するコムーネである。サン・ベネデット・デル・トロントの市街は、フェルモから南南東へ25km、県都アスコリ・ピチェーノから東北東へ27km、ペスカーラから北北西へ62km、州都アンコーナから南南東へ78kmの距離にある。
市域はアドリア海に沿って南北に細長い。市域南端でトロント川がアドリア海に注ぐ。トロント川の対岸はテーラモ県（アブルッツォ州）である。

#### 隣接コムーネ
隣接するコムーネは以下の通り。括弧内のTEはテーラモ県所属を示す。
| - グロッタンマーレ - 北 - アックアヴィーヴァ・ピチェーナ - 西 - モンテプランドーネ - 南西 - マルティンシクーロ (TE) - 南 |

### 地勢
- トロント川

### 気候分類・地震分類
サン・ベネデット・デル・トロントにおけるイタリアの気候分類 (it) および度日は、zona D, 1593 GGである。
また、イタリアの地震リスク階級 (it) では、zona 2 (sismicità media) に分類される。

### 分離集落
市域南部、トロント川河口左岸（北岸）にポルト・ダスコリがある。ポルト・ダスコリは、サン・ベネデット・デル・トロントの市街から南南東へ6kmの距離にある。

## 姉妹都市
- シカゴハイツ、アメリカ合衆国 - 1977
- アルフォールヴィル、フランス - 1989
- ヴィアレッジョ、イタリア - 1993
- トリニダード、キューバ - 1994
- シュタイアー、オーストリア - 1995
- マル・デル・プラタ、アルゼンチン - 1998
- ポッジョ・ブストーネ、イタリア - 2009
- シベニク、クロアチア
- アルバ・ユリア、ルーマニア - 2001